# El Retén
El Retén è un comune della Colombia facente parte del dipartimento di Magdalena.
Il centro abitato venne fondato da Gregorio Antonio Garzon Chacon il 24 giugno 1913, mentre l'istituzione del comune è del 3 maggio 1996.